# 徐惟輯
徐惟輯（？—？），字汝洽，號紫崖，浙江衢州府江山縣人，民籍，明朝政治人物。

## 生平
浙江鄉試第五十名舉人。嘉靖三十八年（1559年）中式己未科會試第一百一名，三甲第一百四十三名進士。博學能文，少時詠回文詩知名。初為内閣中書舍人，相國徐階應詔掣青詞，命惟輯代為之，上未嘗不稱善。有詩集行於世。

## 家族
曾祖徐舉昌；祖父徐仲寅；父徐鳴鑾，訓導。母沈氏。